# Circuito Guadalope
El Circuito Guadalope fue un circuito urbano de carreras situado en la localidad de Alcañiz, en la provincia de Teruel (España), que contaba con un trazado de 3900 metros. Tomó su nombre del río Guadalope que rodea la ciudad de Alcañiz. En él se organizó entre los años 1965 y 2003 el premio Ciudad de Alcañiz, con excepción de los años 1980, 1981 y 1998. El principal impulsor de las carreras fue el doctor Joaquín Repollés (1913-1984), fundador de la entidad organizadora de la prueba a partir del año 1966, el Real Automóvil Club Circuito de Guadalope.

## El circuito

Trazado del circuito.

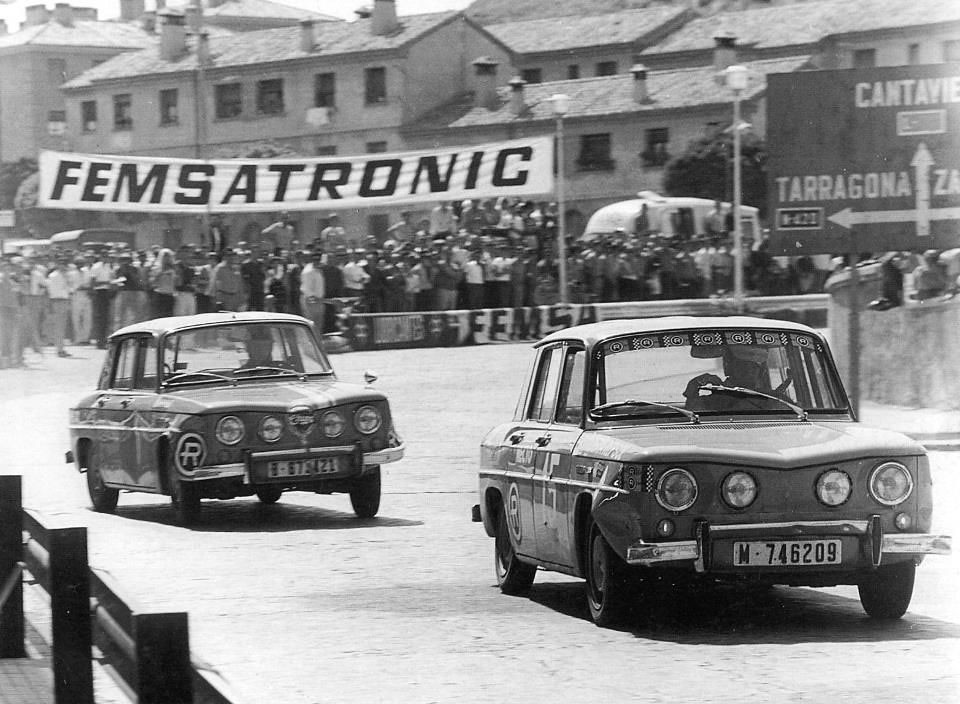
Curva 12 "El Hospital" del circuito Guadalope.(1969)

El Guadalope ha sido considerado siempre como el circuito preferido por los pilotos de automovilismo nacionales y también por el público, que abarrotaba la Ciudad de Alcañiz los fines de semana de carreras.[cita requerida] Algunas fuentes cifraron la afluencia de público entre los 60000 y 70000 asistentes en cada Premio.[cita requerida] Durante los años 70 se hizo muy popular por las pruebas de la "Copa Nacional Renault 8 TS", posteriormente conocida Copa Nacional Renault con la entrada de los Renault 5 TS y Renault 5 "Copa". En este circuito han disputado carreras pilotos de la talla de Luis Villamil, Carlos Sainz, Jesús Puras, Luis Pérez-Sala o Luis Maurel, siendo Porsche la marca que venció en más ocasiones sobre su trazado en sus primeros años, y BMW en sus últimos, ya que sus nombres figuran en cinco y seis ocasiones en el palmarés de la prueba respectivamente. Su récord de vuelta lo ostenta Juan Fernández García sobre la barqueta Osella PA9-BMW, quien realizó una vuelta en 1:33:67 a una media de 149,888 km/h en la edición de 1984. También fue usado en pruebas de rally como el Rally Pikolín en 1970, el Rally del RACE o el Rally Firestone.
La salida tenía lugar en mitad de la Avenida de Aragón, de anchura constante y en ligera bajada. El primer viraje a la derecha era el más popular por las montoneras que podían producirse en la primera vuelta de cada carrera, la curva del embudo. De ahí se bajaba a la Monegal, a izquierdas con suelo muy deslizante en caso de lluvia. Bajando quedaban los boxes a la derecha, para llegar tras pasar por el puente de Caspe a la primera chicane, construida en 1992 donde antes se encontraba uno de los puntos más rápidos con el circuito. El rapidísimo sector a continuación se conocía como vuelta de los puentes, y englobaba las curvas del pajarito, quitamientos y el portalón. Tras el portalón se frenaba en subida para atravesar el puente de Zargoza y volver al casco urbano realizando la curva de la barbería, de 90 grados a la derecha. Comenzaba ahí una subida de 25 metros de desnivel (subida del Santiago y del Corcho) hasta la doble curva a izquierdas del hospital, que duranto algunos años se realizó con una única trazada pero a la que también se le añadió una chicanne para reducir la velocidad en recta de meta. En los 4 primeros años de vida del circuito los boxes se situaron en la recta de meta, en 1969 se trasladaron a la última curva y en 1982 a la Plaza de Toros.
En la actualidad, la incursión de diversas rotondas en el trazado hacen casi imposible la reproducción exacta del trazado original, además en la curva del embudo y en la subida de Santiago, se eliminaron las edificaciones ruinosas de esos puntos, permitiendo que actualmente sean puntos más anchos que los originales.

### Declive y fin de las carreras
Tras algunos accidentes serios y considerando que dentro de las pocas opciones para competir en circuitos en España en los años 80, el Circuito Guadalope se había convertido en el circuito con el promedio de vuelta más rápido de los calendarios de esos años (los promedios de vuelta en el Campeonato de España de Turismos superaban a instalaciones fijas como Jerez o Montmeló), la Federación Española de Automovilismo comenzó a poner trabas paulatinamente a la celebración del evento anual, argumentando que no reunía las condiciones de seguridad adecuadas y exigiendo cada año más medidas y cambios en el trazado para poder mantener su licencia, pese a que el circuito contaba con todos los medios de seguridad exigibles por los reglamentos nacionales para la época. Primero con un amago en el 97, y luego ya en el 98, la Federación Española retiró la licencia para la realización de pruebas nacionales, quedando sólo a partir del 2000 las competiciones regionales organizadas por la Federación Aragonesa y el campeonato de España de Clásicos aunque como prueba no puntuable para el campeonato de España. Los ingresos y el interés de las empresas en patrocinar las pruebas cayeron, y en 2004 ya no se pudo celebrar el Premio Ciudad de Alcañiz. 

### Apoyos al Circuito Guadalope

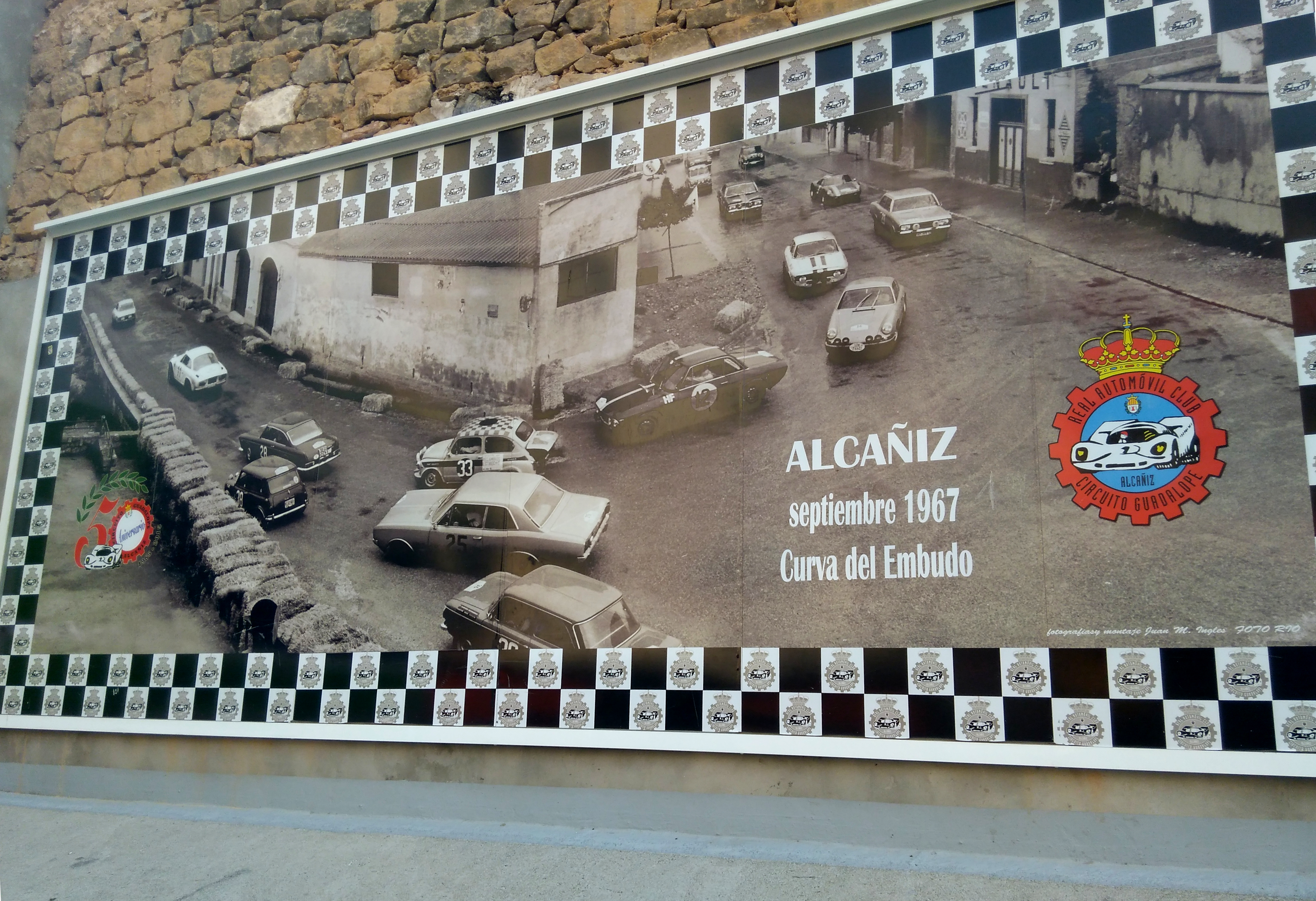
Mural-homenaje al Circuito Guadalope ubicado en la curva del Embudo en el 50.º Aniversario.

En esos últimos años del circuito ya se rumoreaba, a la par que se exigía, la construcción de un circuito permanente en la ciudad para no perder la afición al motor que se había ido cocinando durante tantos años. Alcañizanos y aficionados al motor de toda España realizaron diversas manifestaciones bajo el lema "Alcañiz quiere sus carreras". [cita requerida] Pese a que diversas asociaciones y aficionados locales fueron promoviendo también la puesta en marcha de nuevo del trazado urbano al no ver que el circuito permanente se ponía en marcha, este ímpetu finalizó cuando en 2007 se anunció definitivamente la puesta en marcha de la Ciudad del Motor de Aragón
En 2015 rememorando al viejo circuito y como un intento de ver si las exhibiciones anuales de coches clásicos iban a poder hacerse en el trazado urbano, se realizó un espectacular homenaje llamado El 50.º aniversario del Circuito Guadalope, con homenajes al circuito en prácticamente cada una de sus curvas, charlas y una exhibición de clásicos donde más de 110 coches dieron 3 vueltas al trazado.

## Nuevo circuito permanente
El proyecto de la Ciudad del Motor comenzó a fraguarse a partir del entusiasmo ciudadano y del prestigio adquirido durante la época mítica del Guadalope. Para su puesta en marcha, contó con un equipo de profesionales de reconocido prestigio y experiencia. Finalmente, el proyecto arrancó en 2006 con las primeras competiciones en los circuitos de karting y offroad. El 6 de septiembre de 2009, con la inauguración del circuito de velocidad, se completó el complejo deportivo, que nació con clara vocación de erigirse como motor de progreso para todo el territorio. Pese a ello, el proyecto inicial que quería complementarse con un gran polígono dedicado albergar empresas del motor, un gran museo local y edificios de diseño para grandes eventos no se completó, y la Ciudad del Motor pasó a llamarse con el rediseño del proyecto tras el impacto de la crisis económica de esos años, Motorland. Así pues, lo primordial del proyecto (el circuito) fue completado con éxito.
A lo largo de estos años, el circuito ha albergado eventos internacionales tan importantes como las World Series by Renault, la NASCAR Whelen Euro Series, la Eurocopa Clio, el Gran Premio de Aragón de Motociclismo, el Campeonato del Mundo de Superbikes o el WTCR.

## Palmarés Premio Ciudad de Alcañiz

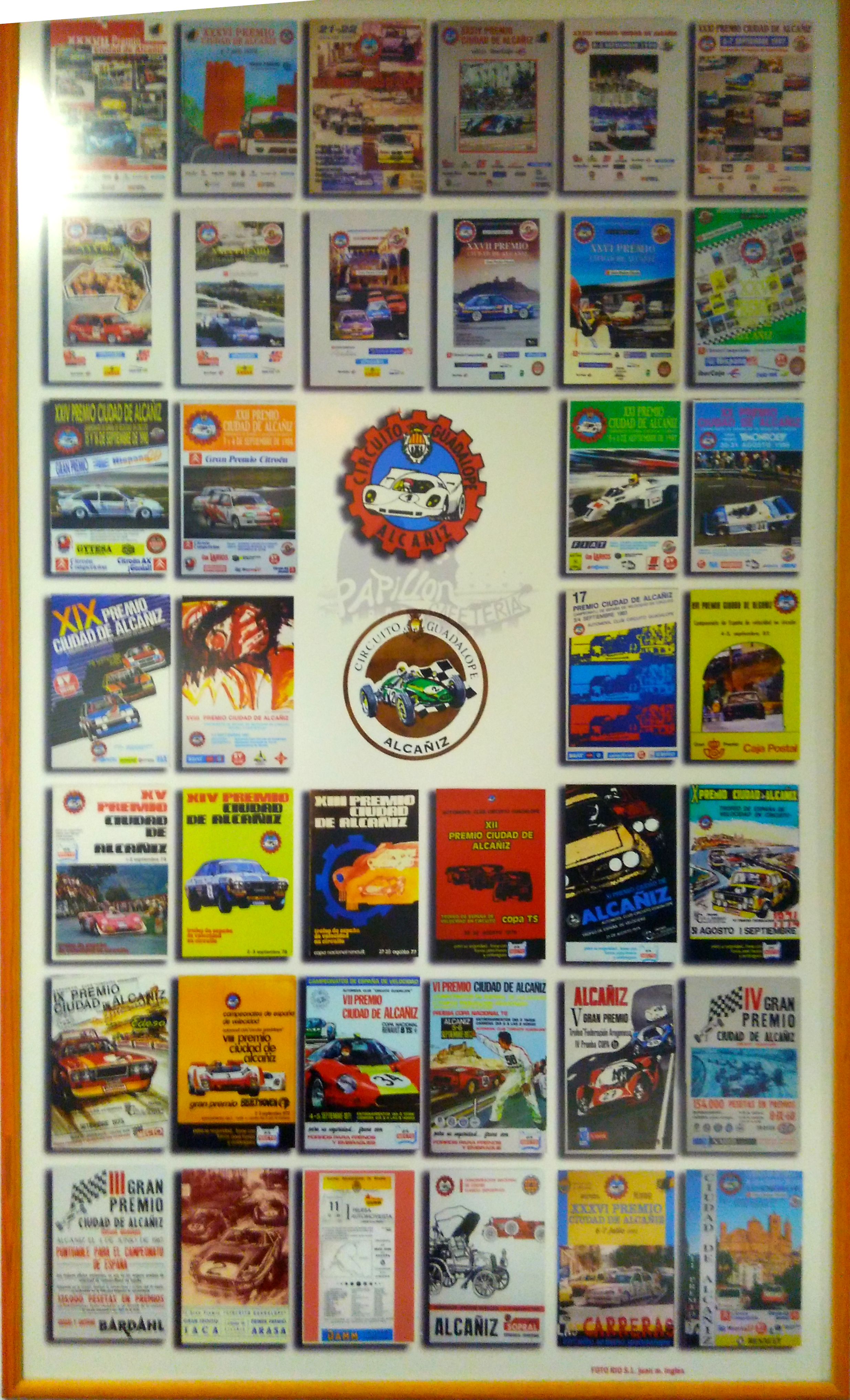
Recopilación de los carteles del Premio Ciudad de Alcañiz ubicados en el Bar Papillón

## Palmarés Premio Ciudad de Alcañiz[11]
| Año                    | Prueba principal               | Vencedor                       | Coche                          | Campeonatos |
| ---------------------- | ------------------------------ | ------------------------------ | ------------------------------ | ----------- |
| 1965                   | Prueba de Regularidad          | Pelayo Martínez Favila         | Nardi 1000 GT                  | 1           |
| 1966                   | CECV - GT                      | Fernando de Baviera            | Porsche Carrera 6              | 1           |
| 1967                   | CECV - GT                      | Juan Fernández                 | Porsche Carrera 6              | 1           |
| 1968                   | CECV - GT                      | Ben Heidrich                   | Porsche Carrera 6              | 2           |
| 1969                   | CECV - GT                      | Juan Fernández                 | Porsche 908                    | 3           |
| 1970                   | CECV - GT                      | Alex Soler-Roig                | Porsche 917                    | 3           |
| 1971                   | CECVC - Turismos               | Rafael Barrios                 | Alfa Romeo GTAm                | 3           |
| 1972                   | CECVC - Turismos G2            | Alberto Ruiz-Giménez           | Ford Capri RS 2600             | 3           |
| 1973                   | CECVC - Turismos G2            | Jorge de Bagration             | Ford Capri RS 3000             | 3           |
| 1974                   | CECVC - Turismos               | Jean Claude                    | Seat 1430/1600                 | 4           |
| 1975                   | CECVC - Turismos G2            | Eleuterio Serra                | Seat 1430/1800                 | 4           |
| 1976                   | CECVC - Turismos G2            | Antonio Albacete Sr.           | Chrysler 2000                  | 4           |
| 1977                   | CECVC - Turismos G2            | Jaime Sanz de Madrid           | Chrysler 2000                  | 4           |
| 1978                   | CECVC - Turismos G2            | Juan Carlos Oñoro              | Chrysler 2000                  | 2           |
| 1979                   | CECVC - Turismos G2            | Hansi Babler                   | Seat 2000                      | 2           |
| 1980-1981 No disputado |                                |                                |                                |             |
| 1982                   | CECVC - Turismos Especiales    | Jorge de Bagration             | Lancia Stratos                 | 5           |
| 1983                   | CECVC - Campeonato Abierto     | Juan Fernández                 | Lola T298 BMW                  | 6           |
| 1984                   | CECVC - Campeonato Abierto     | Fermín Vélez                   | Lola T298 BMW                  | 6           |
| 1985                   | Cancelado por accidente mortal | Cancelado por accidente mortal | Cancelado por accidente mortal | 5           |
| 1986                   | CECVC - Producción             | Jaime Sornosa Correcaminos     | Renault R11 Turbo              | 5           |
| 1987                   | CECVC - Producción             | Jose Ángel Sasiambarrena       | Volkswagen Golf GTI            | 6           |
| 1988                   | CECVC                          | Guillermo Barreras             | Renault 21 Turbo               | 6           |
| 1989                   | CECVC                          | Luis López de la Cámara        | Ford Sierra Cosworth           | 6           |
| 1990                   | CECVC                          | Luis Villamil                  | Alfa Romeo 75 América          | 4           |
| 1991                   | CET                            | Eduardo de Aysa                | Renault 21 Turbo               | 4           |
| 1992                   | CET                            | Josep Bassas                   | BMW M3                         | 4           |
| 1993                   | CET                            | Luis Pérez Sala                | Nissan Skyline                 | 5           |
| 1994                   | CEST                           | Alain Ferté                    | BMW 318IS/4                    | 5           |
| 1995                   | Superprestigio                 | Iñaki Goiburu                  | Citroën ZX 16v                 | 4           |
| 1996                   | Superprestigio                 | Iñaki Goiburu                  | Alfa Romeo 155 TS              | 5           |
| 1997                   | Superprestigio/CEST            | Fabrizio Giovanardi            | Alfa Romeo 155 TS              | 4           |
| 1998                   | Superprestigio                 | Javier Cortés                  | BMW M3                         | [ n. 5 ]    |
| 1999                   | Superprestigio                 | Xavier Riera                   | BMW 320 I                      | 4           |
| 2000                   | Superprestigio                 | Xavier Riera                   | BMW 320 I                      | 4           |
| 2001                   | Superprestigio                 | Xavier Riera                   | BMW 320 I                      | 5           |
| 2002                   | Superprestigio                 | Ignacio Hervás                 | Seat León                      | 5           |
| 2003                   | Superprestigio                 | Xavier Riera                   | BMW 320 IST                    | 4           |

1. ↑  Esta prueba de regularidad fue en realidad una prueba de velocidad encubierta, se estableció un promedio de velocidad superior al lógico de estas pruebas para que los pilotos corriesen al máximo.
2. 1 2 3  Estos años se llegaron a planificar carreras con monoplazas, pero se acabaron cancelando por diversos motivos.
3. ↑  Este año se juntaron los turismos del G1 y G2, y se disputaron 2 carreras con las parrillas mezcladas. Jean Claude consiguió un promedio mas rápido que el otro vencedor: Juan Blanch con un Authi 1275.
4. ↑  Debido a diversos temas burocráticos relacionados con las verificaciones técnicas post-carrera y a falta de resolución oficial no sabemos el vencedor exacto de esta edición. Luis Villamil y Jose Ángel Sasiambarrena también se consideran vencedores.
5. ↑  Tras los impedimentos de la FEA al RACCG para disputar la prueba de Alcañiz en el Guadalope, este premio se disputó en el Circuito de Calafat sin contar con el permiso de la Federación Española.

### Videoteca
| 1966 - Alcañiz 1966 - Alcañiz Carreras de SEAT 600 1969 - ALCAÑIZ 69 Rallye Pikolin 1970 - VI PREMIO CIUDAD DE ALCAÑIZ - Alcañiz, 1970 Ralentizado en Alcantarilla - Rallye Pikolin 1973 - IX PREMIO ALCAÑIZ 1977 - El adiós del Dr REPOLLÉS 1979 - XV Premio Ciudad de Alcañiz - [www.youtube.com/watch?v=WAcs3eb6P7o Tomas recta de meta y circuito cerrado] 1983 - Circuito Alcañiz-Vehículos fabricación nacional - Carrera Completa "Campeonato Abierto" 1984 - Alcañiz - C.R5 Iniciación, C.Fura, C.E.Producción (Imágenes a pie de pista) - Campeonato Abierto (Zona del Corcho) 1987 - PRODUCCION TV 87 - Alcañiz - Carrera Estelar (Campeonato Abierto) Carrera Completa - Alcañiz - Copa Nacional Renault-5 Turbo (Pure Sound) - Alcañiz - Copa Renault 5-TSE Iniciación 1988 - XXII Premio Ciudad de Alcañiz. (Resumen) - Alcañiz - Carrera Campeonato de España de Turismos/Producción - Interior entrenos 88 - Semifinal 88 On board 1989 - Alcañiz 89 - TURISMOS EN ALCAÑIZ - Copa AX (2ª Clasificatoria) - Copa AX (3ª Clasificatoria) - Copa AX (4ª Clasificatoria) - Copa AX (Final A) - Copa AX (Final X) - "CET" XXIII Premio Ciudad de Alcañiz 1990 - CET Clasificatoria - CET Carrera Completa - Copa AX (Final A) Carrera Completa - Copa AX (Final X) Carrera Completa 1991 - XXV Premio Ciudad de Alcañiz "Resumen CET" - 1991 Alcañiz - Campeonato de España de Turismos ( Pure Sound ) - Alcañiz - Copa AX "HighLights" - Alcañiz Copa AX Crash 1992 - XXVI Premio Ciudad de Alcañiz "Resumen" - Alcañiz - Clasificatoria Campeonato de España de Turismos - Alcañiz - Carrera Campeonato de España de Turismos - Alcañiz - Copa Citroen AX (Superfinal) | 1993 - Alcañiz - CET Clasificación - Alcañiz - Carrera Campeonato de España de Turismos - Alcañiz - Copa Citroen AX ( Resumen ) - Alcañiz - Superfinal Copa AX - Alcañiz - "Correcaminos" vs Galiano - GT Turbo en el Circuito Guadalope de Alcañiz, año 1993 1994 - Alcañiz - Carrera Campeonato de España de Turismos "CET" - Alcañiz - Supercopa ZX Carrera - XXVIII Premio Ciudad de Alcañiz ( CET ) PURE SOUND - XXVIII Premio Ciudad Alcañiz - Copa ZX ( PURE SOUND ) 1995 - Alcañiz - Resumen Completo (AX, ZX, Superprestigio, Clásicos) - Alcañiz - SuperCopa Citroen ZX 16v ( Resumen ) - 1995 Alcañiz - Supercopa Citroen ZX (Pure Sound) - Alcañiz - I Superprestigio ( Pure Sound ) - JON CASAIS , COPA ZX ALCAÑIZ 1995 1996 - Alcañiz - II Superprestigio & CE Clásicos Deportivos ( Resumen ) - Alcañiz - Saxo Cup ( Resumen ) - Supercopa ZX 16v ALCAÑIZ - IÑAKI GOIBURU COPA ZX 16V CIRCUITO DE ALCAÑIZ 1996 1997 - XXXI Premio Ciudad de Alcañiz "Resumen" - COPA ZX 1997 ALCAÑIZ - Alcañiz - Saxo Cup ( Final Senior ) - Alcañiz - Saxo Cup ( Final Junior ) - Alcañiz - Saxo Cup (Superfinal) 1/2 - Alcañiz - Saxo Cup (Superfinal) 2/2 - Carreras de Alcañiz. Clásicos 1999 - Alcañiz - Saxo Cup; Finales Impares & Pares - Alcañiz - Saxo Cup Final - Alcañiz - SaxoCup SUPERFINAL DOMINGO - Alcañiz - Campeonato de España de Históricos & Trofeo FADA "Memorial Mariano Peleato" - Alcañiz - Carrera Trofeo FADA "Memorial Mariano Peleato" 2000 - 34 PREMIO 1ª parte - 34 PREMIO 2ª parte - Alcañiz - Reportaje XXXIV Premio Ciudad de Alcañiz - Alcañiz - Entrenamientos Sábado + Carrera 1 FADA - Circuito guadalope alcañiz saxo edu querol 2001 - 35 ANIVERSARIO DE LAS CARRERAS - Circuito guadalope saxo onboard eduardo querol - Circuito guadalope Edu querol accidente en el embudo (doble) 2002 - 2002 Alcañiz - Resumen TV / 36-Premio Ciudad de Alcañiz. - Alcañiz - Carrera "SuperPrestigio" Domingo ( Pure Sound & Track Accion ) - Circuito Guadalope ( Entrenamientos CM - Pure Sound ) - Circuito guadalope 2002 renault megane onboard eduardo querol 2003 - Alcañiz - FADA RACE 1 ( Pure Sound ) - Alcañiz -"OnBoard" Eduardo Querol Vs Angel Martínez ( Renault Megane x2 ) - Alcañiz - Superprestigio Carrera 2 - Circuito Guadalope 2003 Megane Onboard Eduardo Querol |

Otros
- Imágenes Zona Portalón + Entrevista Miguel Ángel Gil con imágenes de la carrera de Producción (1983-1984)
- Circuito Guadalope Ciudad Alcañiz TV Pirata ATP (1985)
- Resumen tragedia Circuito Guadalope Ciudad Alcañiz TV Pirata ATP (1985)
- Alcañiz, Circuito de Campeones (1986)
- Documental XXV Premio Ciudad de Alcañiz (1991)
- Documental XXVII Premio Ciudad de Alcañiz (1993)
- Alcañiz - Suspensión y Protestas (1998)
- 35 Años del Circuito Guadalope, 1ª parte (2001)
- 35 Años del Circuito Guadalope, 2ª parte (2001)
- Documental 'Cruzados' (2003?)
- La vida sigue igual: Carreras de Alcañiz 1 (2008?)
- La vida sigue igual: Carreras de Alcañiz 2 (2008?)
- Guadalope en la memoria (2009?)
- Charla coloquio Circuito Guadalope carreras de Alcañiz (2013)
- La Comarca.tv - Recuerdos del Guadalope - Expresidentes (2015)
- La Comarca.tv - Recuerdos del Guadalope - Montadores (2015)
- La Comarca.tv - Recuerdos del Guadalope - Las chicas del circuito (2015)
- PowerArt - Guadalope, el mítico trazado urbano de Alcañiz - S01-E14 (2017)
- Así era correr en el circuito urbano de Alcañiz (2021)
- Dos mil tres Alcañiz, la última carrera (2024)

- Datos: Q2917627
- Multimedia: Circuito Guadalope / Q2917627